# Martín Belda y Mencía del Barrio
Martín Belda y Mencía del Barrio (Cabra, Còrdova, 12 d'agost de 1820 - Madrid, 1 de gener de 1882) fou un militar i polític espanyol, ministre de Marina durant el regnat d'Isabel II d'Espanya.

## Biografia
Fill del valencià Francisco Belda Calabuig, comerciant de draps i empleat de correus originari de Bocairent, i de Rosa Mencía del Barrio López, natural de Cabra. Va aprendre les primeres lletres al seu poble natal i als 15 anys va marxar a Madrid.
Malgrat posseir només una educació bàsica anirà prosperant al món polític, sobre la base de la seva capacitat de crear una xarxa d'interessos al sud de Còrdova, on va ser diputat pel districte de Cabra en diverses legislatures des de 1846.

## Càrrecs públics
Va ser partidari de Luis José Sartorius y Tapia, comte de san Luis, qui el va ajudar a obtenir el grau de coronel de marina. Va ser Ministre de Marina als governs del partit moderat presidits per Narváez i per González Bravo, entre els anys 1867 i 1868. Va rebre el marquesat de Cabra l'any 1875. Va ser també president del Congrés, de manera interina entre febrer i març de 1865, i de manera efectiva entre març i desembre de 1867. També fou apoderat general d'Isabel II
Després de la restauració borbònica fou elegit diputat per Cabra a les eleccions generals espanyoles de 1876 i 1879. Fou nomenat Governador del Banc d'Espanya entre febrer de 1878 i març de 1881 durant el govern de Cánovas del Castillo.
Va ser amic de l'escriptor egabrenc Juan Valera y Alcalá Galiano i un benefactor del Reial Col·legi de la Puríssima Concepción de Cabra, avui IES Aguilar y Eslava, del que n'era antic alumne. Fou guardonat amb la gran creu de l'orde de Carles III.